# Исидор I Вухирас
Исидор I Вухира̀с (на гръцки: Ισίδωρος Α΄ Βουχειράς, Βουχηράς, Исидорос Вухирас) е православен духовник от XIV век, вселенски патриарх в Константинопол от 1347 до 1349 година. Исидор е приятел и виден привърженик на Григорий Палама и последовател на исихазма. По време на патриархата си прави опити за подобрение на отношенията с църквата в Русия.

## Биография
Роден е около 1300 година във втория по големина град на Византийската империя Солун.
През юни 1342 година Исидор защитава укриващия се Палама пред Светия синод в Константинопол. Синодът под ръководството на антипаламисткия патриарх Йоан XIV Калека осъжда „нововъведенията“ на Палама, но не и лично него. На 4 ноември 1344 година обаче Палама заедно с междувременно избрания за монемвасийски митрополит Исидор са отлъчени от църквата, както това се разбира от енциклика на партиарха до вярващите и няколко други документа. Когато присъдата над двамата и последователите им е произнесена, в Константинопол се намира и патриарх Игнатий II Антиохийски, който също пише два осъдителни томоса - един дълъг срещу Палама и един по-къс срещу Исидор, публикуван от Лъв Алаций в „De libris ecclesiasticis Græcorum“.
С края на Гражданската война в 1347 година и победата на Йоан Кантакузин, антиисихасткия патриарх Йоан XIV Калека е свален и на негово място на 17 май 1347 година е избран монемвасийският епископ Исидор Вухирас. Новият патриарх бързо се погрижва за избора на няколко нови епископи, привърженици на исихазма. Така Григорий Палама става солунски митролопит, а паламиста и кантакузинист Филотей Кокин - ираклийски митрополит в Тракия. След събора на антипаламистките епископи през юли 1347 година, начело с Неофит Филипийски, Йосиф Ганоски и Матей Ефески, който обявява Исидор и Палама за свалени и отлъчени, през август новият патриарх свиква на свой ред паламистки събор в Константинопол, който издава свой томос. Той заклеймяна ереста на Варлаам и Акиндин, Неофит Филипийски и Йосиф Ганоски са прокълнати, а Матей Ефески е третиран повече като схизматик, който би могъл да се осъзнае.
За двете и половина години на константинополската катедра Исидор се опитва да наложи паламитската доктрина на цялата византийска църква. Епископите са избирани измежду привържениците на новата теология, а срещу опозиционерите са взети сериозни мерки. Те идват от всички социални прослойки – клира, монасите, светския елит.
Патриархът уговаря император Йоан VI да започне война с Генуезката република, в която в началото на 1349 година е унищожен целият, току-що създаден византийски флот.
Исидор умира на 2 декември 1349 година.